# Sex and Culture

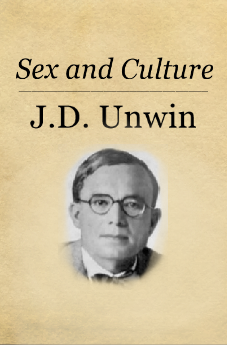
Sex and Culture, portada con una foto de su autor.

Sex and Culture ("Sexo y cultura") es un libro de J. D. Unwin que trata sobre la correlación entre el progreso cultural de un país y su moral sexual. Publicado en 1934, el libro concluye que cuando las sociedades se desarrollan, se vuelven cada vez más libres respecto a la sexualidad, disminuyendo la entropía social, junto con sus energías "de creación y expansión", y por lo tanto sus capacidades para producir cultura.

## Contenido
En Sex and Culture, Urwin estudia 80 naciones y 6 civilizaciones de distintos períodos históricos, examina sus aumentos y decaídas individuales. Concluyó que las decaídas se debían a la pérdida de moral sexual y al abandono de la monogamia. Unwin propuso que mediante la abstinencia y las normas referidas al comportamiento sexual, las naciones podrían cambiar su "energía sexual" en una expansión agresiva, conquistando países "con menos energía", así como avanzar en el campo artístico, las ciencias e investigación. Unwin también categorizó las civilizaciones dependiendo de su desarrollo comparándolas unas con otras. Las categorías son; Zoistic, la clase más baja, y más libre sexualmente, Urwin argumenta que las sociedades en esta categoría tienen menos cantidad de energía social y mental. La clase próxima es Monistic (monista), seguida por las sociedades deístas (Deistic), y finalmente, las racionalistas (Rationalistic), que son las más desarrolladas y las que menos libertad sexual profesan. El libro concluye afirmando que, para mantener una sociedad racional, energética, la actividad sexual tendría que ser controlada, cambiada por trabajos más productivos, y que las mujeres tendrían que disfrutar los mismos derechos legales que los hombres.